# Janne Kolling
Janne Kolling (ur. 12 lipca 1968 roku w Århus) – była duńska piłkarka ręczna, wielokrotna reprezentantka Danii. Występowała na pozycji prawoskrzydłowej. Dwukrotnie zdobyła mistrzostwo olimpijskie w 1996 r. w Atlancie i w 2000 r. w Sydney. Ostatecznie karierę sportową zakończyła w 2008 r.

## Sukcesy
- 1993:  wicemistrzostwo Świata
- 1994:  mistrzostwo Europy
- 1996:  mistrzostwo Europy
- 1996:  mistrzostwo Olimpijskie; Atlanta
- 1997:  mistrzostwo Świata
- 1998:  wicemistrzostwo Europy
- 2000:  mistrzostwo Olimpijskie; Sydney

## Nagrody indywidualne
- 2000: najlepsza prawoskrzydłowa Igrzysk Olimpijskich
- 1994, 1998: najlepsza prawoskrzydłowa Mistrzostw Europy